# Royal Windsor Horse Show

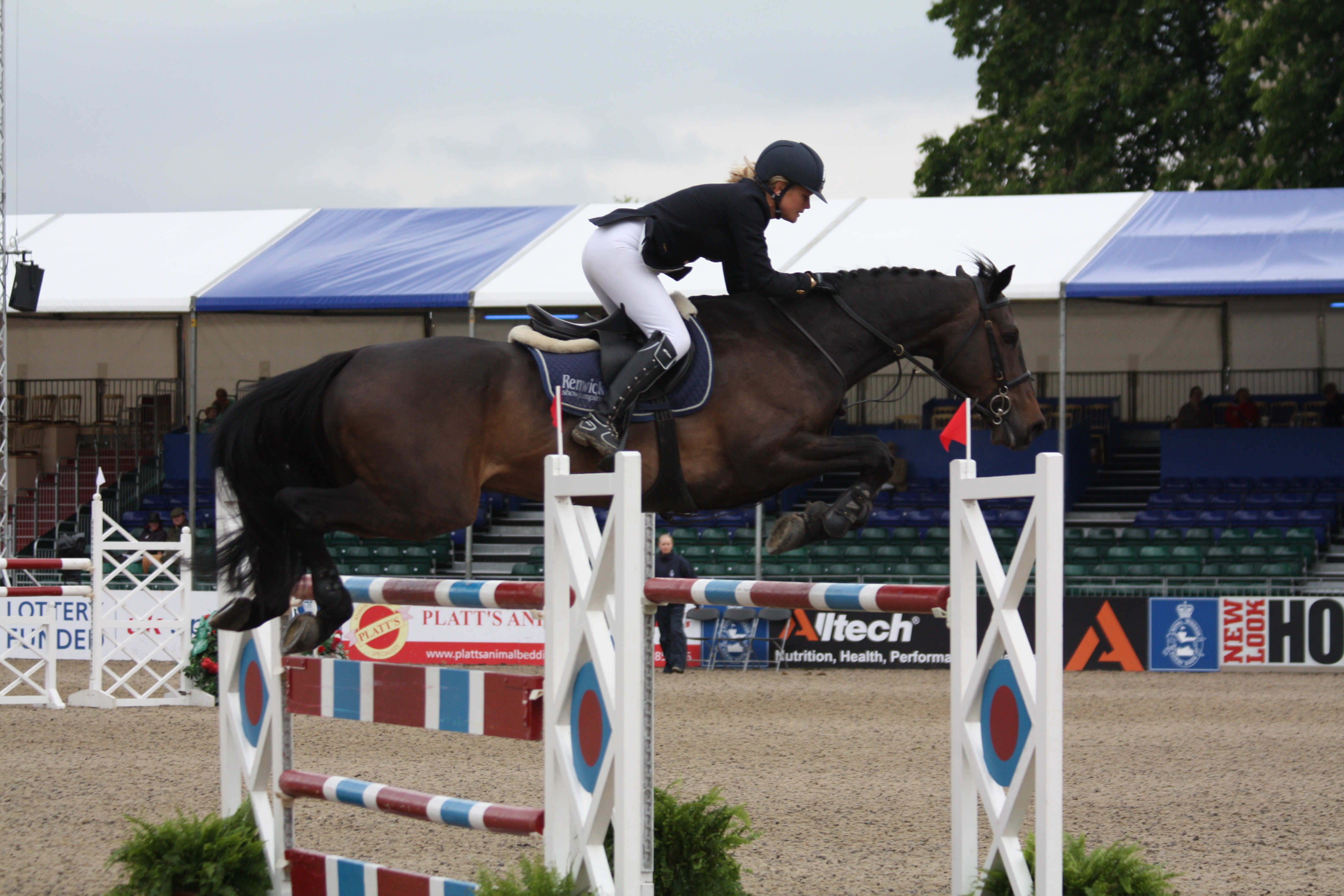
Laura Renwick, 2009

Die Royal Windsor Horse Show ist ein fünftägiges Pferdesport-Turnier, das seit 1943 im Windsor Home Park veranstaltet wird.
Es ist das einzige Turnier im Vereinigten Königreich das Dressur-, Spring-, Fahr- and Distanzprüfungen auf internationalem Niveau vereint. Außerdem finden zahlreiche Pferdeschauen statt. 